# Ctenus anahitaeformis
Ctenus anahitaeformis este o specie de păianjeni din genul Ctenus, familia Ctenidae, descrisă de Benoit, 1981.
Este endemică în Burundi. Conform Catalogue of Life specia Ctenus anahitaeformis nu are subspecii cunoscute.